# 佩列基普
49°52′48″N 35°29′57″E / 49.88000°N 35.49917°E
佩雷基普（烏克蘭語：Перекіп）是位於烏克蘭東部的村莊，由哈爾科夫州博霍杜希夫區的瓦爾基市鎮負責管轄。該村始建於1643年，面積40平方公里，海拔高度192米，2001年人口629，人口密度每平方公里15.8人。